# Армійська група «C» (Німецька імперія)
Армійська група «C» (нім. Armee-Abteilung C), також армійська група Штранц (нім. Armee-Abteilung Strantz) — армійська група Імперської армії Німеччини за часів Першої світової війни. Об'єднання діяло на Західному фронті з вересня 1914 року й до кінця війни.

## Історія
18 вересня 1914 року на Західному фронті з частин лівого (південного) флангу 5-ї армії була створена армійська група «Штранц» під командуванням командира 5-го корпусу генерала від інфантерії Г. фон Штранца. 4 вересня 1916 року об'єднання було перейменоване на армійську групу «C». 
У вересні 1918 року в районі Сен-Мієля формування армійської групи «C», що входили до складу групи армій Гальвица, виявилася на напрямку першого великого наступу Американських експедиційних сил. 1-ша американська армія за підтримки французьких військ II колоніального корпусу вела бої протягом чотирьох днів і змусила німців відступити.
Після підписання перемир'я в Комп'єні, об'єднання було виведено до Німеччини і 24 грудня 1918 року розформоване.

## Командування

### Командувачі
- Генерал від інфантерії Герман фон Штранц (нім. Hermann von Strantz) (18 вересня 1914 — 4 лютого 1917)
- Генерал від інфантерії Макс фон Боен (нім. Max von Boehn) (4 лютого — 11 березня 1917)
- Генерал-лейтенант Георг Фукс (нім. Georg Fuchs) (11 березня 1917 — 9 листопада 1918)
- Генерал від інфантерії Едуард фон Белов (нім. Eduard von Below) (9—12 листопада 1918)

## Бойовий склад армійської групи «B»
- V армійський корпус (V. Armee-Korps):
  - 9-та піхотна дивізія (9. Infanterie-Division);
  - 10-та піхотна дивізія (10. Infanterie-Division);
- III баварський королівський резервний корпус (III. Königlich Bayerische Armee-Korps):
  - 5-та баварська піхотна дивізія (5. Bayerische Infanterie-Division);
  - 6-та баварська піхотна дивізія (6. Bayerische Infanterie-Division);
- 33-тя резервна дивізія (33. Reserve-Division);
- Баварська кавалерійська дивізія (Bayerische Kavallerie-Division).

- XIII Королівський вюртемберзький армійський корпус (XIII. (Königlich Württembergisches) Armee-Korps):
  - 5-та гвардійська піхотна дивізія (5. Garde-Infanterie-Division);
  - 3-тя баварська піхотна дивізія (3. Bayerische Infanterie-Division);
  - 241-ша піхотна дивізія (241. Infanterie-Division);
- V армійський корпус:
  - 13-та ландверна дивізія (13. Landwehr-Division);
  - 94-та піхотна дивізія (94. Infanterie-Division);
  - 35-та австро-угорська піхотна дивізія;
- XII Королівський саксонський резервний корпус (XII. (Königlich Sächsisches) Reserve-Korps):
  - 5-та ландверна дивізія (5. Landwehr-Division);
  - 224-та піхотна дивізія (224. Infanterie-Division);
- 57-ме командування особливого призначення (Generalkommando 57 z.b.V.):
  - 8-ма ландверна дивізія (8. Landwehr-Division);
  - 255-та піхотна дивізія (255. Infanterie-Division);
- Група Мец:
  - 31-ша ландверна бригада;
  - 10-та піхотна дивізія;
  - 18-та ландверна дивізія (18. Landwehr-Division);
  - 2-га ландверна дивізія (2. Landwehr-Division).